# Orliwka (Berdjansk)
Orliwka (ukrainisch Орлівка; russisch Орловка Orlowka) ist ein Dorf im Süden der ukrainischen Oblast Saporischschja mit etwa 800 Einwohnern (2001).

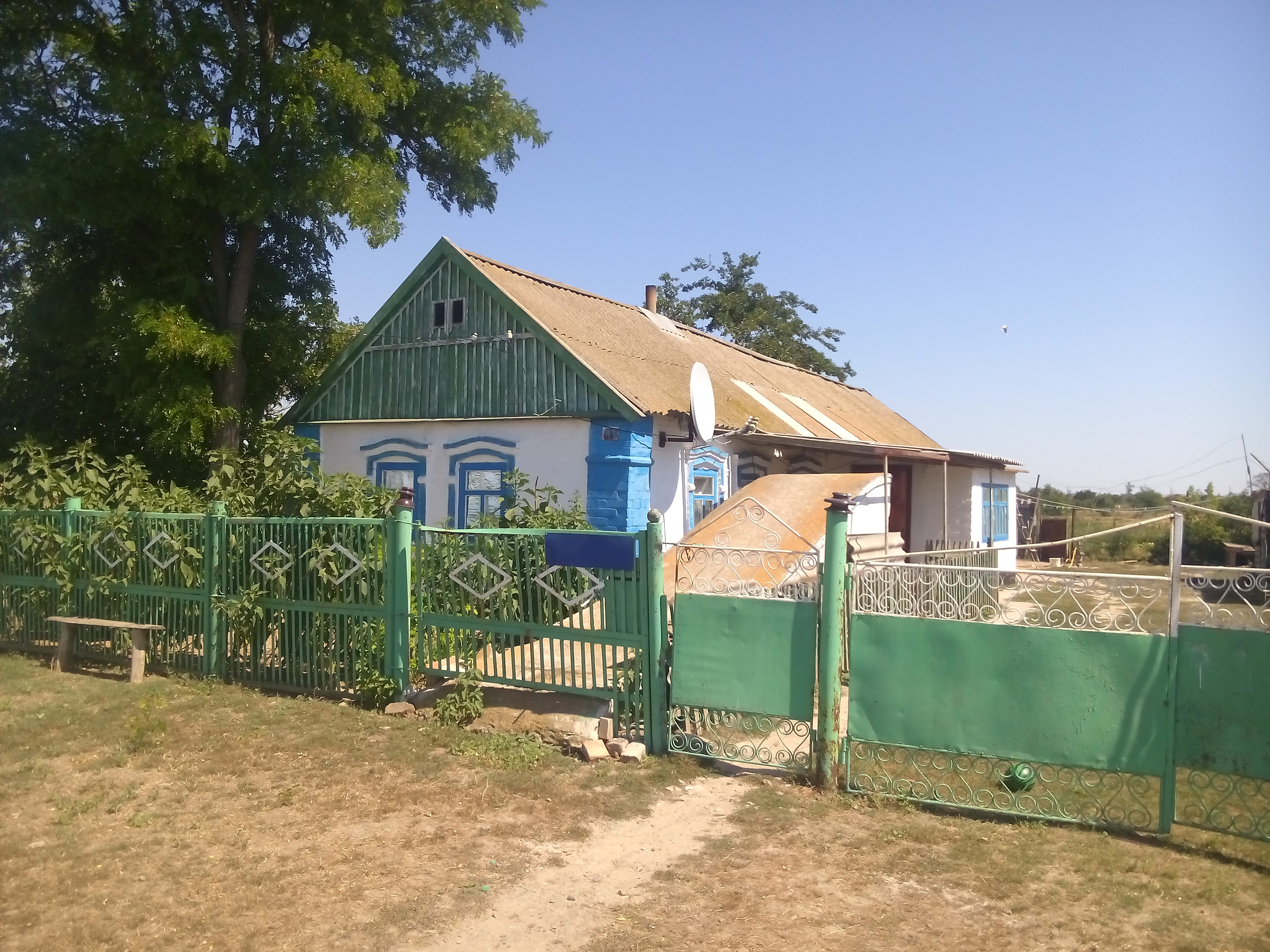
Haus im Ort

Das 1861 gegründete Dorf liegt im Rajon Berdjansk an der Fernstraße M 14/E 58 28 km westlich vom ehemaligen Rajonzentrum Prymorsk und 185 km südöstlich vom Oblastzentrum Saporischschja.
Orliwka befindet sich am Ufer der 78 km langen Losuwatka (Лозуватка), die wenige Kilometer weiter südlich ins Asowsche Meer mündet.
Am 12. Juni 2020 wurde das Dorf ein Teil der neugegründeten Stadtgemeinde Prymorsk, bis dahin bildete es zusammen mit dem Dorf Rajniwka (ukrainisch Райнівка) die gleichnamige Landratsgemeinde Orliwka (Орлівська сільська рада/Orliwska silska rada) im Südosten des Rajons Prymorsk.
Seit dem 17. Juli 2020 ist sie ein Teil des Rajons Berdjansk.